# Jim Lengel
James G. Lengel mais conhecido por Jim Lengel é um escritor e professor universitário, da Universidade de Nova York e actualmente da Universidade de Boston, nos Estados Unidos da América que tem escrito sobre a evolução da tecnologia informática e o seu uso na Educação.

## Os seis pilares
A concepção do Professor Lengel para uma nova pedagogia, do século XXI a que ele chama de Educação 3.0 em posição à Educação 2.0 que era à do século XX, para que esta funcione bem tem de atender seis pilares que a definem. Estes são
1. Estudantes trabalham em problemas que valem a pena ser resolvidos (problemas que afetam a comunidade onde vivem);
2. Estudantes e professores trabalham de forma colaborativa;
3. Os alunos desenvolvem pesquisas auto-direccionadas;
4. Estudantes aprendem a como contar uma boa história;
5. Estudantes aplicam ferramentas adequadas para cada tarefa;
6. Estudantes aprendem a ser curiosos e criativos.

## Obras
- Education 1.2.1 (2016)
- Education 3.0:Seven Steps to Better Schools (2012)
- Integrating Technology: A Practical Guide (2005)
- The Web Wizard's Guide to Dreamweaver (2003)
- The Web Wizard's Guide to Shockwave (2002)
- The Web Wizard's Guide to Web Design (2001)
- The Web Wizard's Guide to Multimedia (2001)
- Law in American history (1983)